# Cheque de pago diferido
El cheque de pago diferido, es conocido como cheque diferido, es un tipo de cheque emitido en una fecha pero para ser cobrado en una fecha posterior. Jurídicamente, es una orden librada contra un banco por el titular de una cuenta corriente para su pago en una fecha posterior a la de emisión. El día de pago estipulado en el documento el librador debe contar con los fondos suficientes en su cuenta corriente o autorización expresa o tácita para girar en descubierto. El pago de este tipo de cheque puede realizarse entre 1 y 365 días a partir de que el cheque fue hecho.

## Origen
Durante muchos años los comerciantes, contraviniendo la naturaleza jurídica para la que había sido creado el cheque (la de ser pagadero en la fecha de emisión), lo utilizaron como instrumento de crédito (al igual que una letra de cambio o pagaré), dando origen a los llamados “cheques posfechados o posdatados”, al falsear la verdadera fecha de emisión del documento. Estos cheques no tienen amparo jurídico ni legal en ningún país. Además, implica cambiar la finalidad para la que fue creado el cheque, esto es, ser una orden incondicional de pago a la vista, pagadero a su sola presentación ante el girado.
Ante esta situación, algunos países (Uruguay, Paraguay, Perú y Argentina) encontraron una solución que implica, por un lado, que se conserve la institución del “cheque” como orden de pago a la vista, y por otra, dar la posibilidad de que el girador pueda pagar por medio de un cheque sus obligaciones, con la condición de que este sea presentado al cobro después de un plazo determinado por el girador. 
El resultado fue la creación del cheque de pago diferido, diferente al “cheque común”. El primer país en crear el cheque de pago diferido fue Uruguay mediante el Decreto-Ley N.º 14.412 del 8 de agosto de 1975. Argentina lo creó mediante la Ley N.º 24.452 del 22 de febrero de 1995. Paraguay lo creó mediante la Ley N.º 805 del 16 de enero de 1996. Y Perú lo creó mediante la Ley N.º 27.287 publicada en el Diario Oficial del 19 de junio de 2000.
En Uruguay había cundido la práctica de la postdatación de cheques. Quien no tenía fondos al librar un cheque pero esperaba tenerlos luego, acudía al recurso de postdatarlo. El Decreto-Ley N.º 14.234 del 25 de julio de 1974 penalizó esta práctica de la postdatación. Se tipificó como delito el libramiento de cheques sin fecha o postdatados así como otras prácticas tendentes a la desnaturalización del cheque. Se entendió, entonces, que la función normal del cheque era la de servir de instrumento de pago y que esta función se desnaturalizaba toda vez que el cheque se empleaba como instrumento de crédito.
Con el cheque posdatado el librador confiaba en que el beneficiario o tenedor del documento no lo presentara al cobro hasta la fecha estipulada, pero el librador quedaba sometido al árbitro del tenedor del documento pues, si este quería, podría burlar su confianza y lo presentaba antes de la fecha que figuraba como fecha de libramiento. El cheque postdatado se usó, además, como arma extorsiva en manos de acreedores inescrupulosos.
Con el Decreto-Ley N.º 14.412 de 1975 que creó el cheque de pago diferido se intentó eliminar definitivamente la postdatación de cheques. Sin embargo, la adopción del cheque de pago diferido por los comerciantes no fue inmediata. El 19 de enero de 1978, la Liga de Defensa Comercial (Lideco) dirigió a la Asociación de Bancos del Uruguay una carta en la que se exponían las gestiones de la institución a favor del uso del cheque de pago diferido y recomendándo a los bancos el otorgamiento de libretas de cheques de pago diferido a todos los comerciantes que operaran con cuentas corrientes. Lideco realizó una intensa campaña para desestimular el uso del cheque posdatado y sustituirlo por el cheque de pago diferido. Se entendía que ello promovería la salud de las transacciones comerciales.
Finalmente, el 28 de marzo de 1978, el Banco Central del Uruguay emitió la Comunicación 78/31 que establecía que "la apertura de una cuenta corriente bancaria en moneda nacional implica la obligación del banco de entregar libretas de cheque comunes y de pago diferido, de acuerdo a los requerimientos del cliente. Dicho banco podrá moderar el número de formularios de cheques entregados en función de los movimientos que registre habitualmente la respectiva cuenta corriente".

## Naturaleza jurídica
Si bien los juristas están de acuerdo de que el cheque de pago diferido es un título de crédito que tiene la misma estructura funcional del cheque común, se discute si tal estructura implica que el instrumento mantenga desde sus inicios la naturaleza de cheque, o al contrario, es cheque a partir de determinada etapa de su instrumentación o negociación. Las opiniones difieren, según la legislación de donde procede. Así, se puede considerar al cheque de pago diferido como:
- La legalización de un cheque común posdatado;
- Un título de crédito que se transforma en cheque común;
- Un cheque bajo una modalidad de pago a plazo;
- Una institución jurídica nueva e independiente denominada cheque de pago diferido.

Se podría decir que el cheque de pago diferido no es más que la legalización del cheque común posdatado. Esto significaría que al instrumento, desde sus inicios, se lo considera como un cheque común, pero que no puede ser cobrado sino a la llegada del plazo estipulado. Tal razonamiento se desprende del Informe en particular del Dictamen de Mayoría de las Comisiones de Finanzas, de Legislación Penal y de Legislación General de la Cámara de Diputados de la Nación Argentina cuando, al comentar el sistema de cheque de pago diferido vigente en Uruguay, manifiesta que "...la recepción del sistema uruguayo sólo significa legalizar el sistema actual de cheques posdatados".
En los debates que ocurrieron en Uruguay con motivo de la discusión del Decreto-Ley N.º 14.412 los consejeros Julio César Espínola y Eduardo Praderi sostuvieron que el cheque de pago diferido "es un nuevo título de crédito que en determinado momento se transforma en un cheque común”. Según esta teoría, se podría considerar que el cheque de pago diferido, desde sus inicios, adquiere la naturaleza de un título de valor ya conocido, como la letra de cambio o el pagaré, pero luego se transforma en un cheque común, concretamente, al momento que puede ser presentado para el cobro.
Sin embargo, los juristas Sagunto Pérez Fontana y Carlos Gilberto Villegas sostienen que el cheque de pago diferido conserva su naturaleza de cheque desde sus inicios. Tanto el cheque común como el de pago diferido contienen los mismos requisitos esenciales, con la sola diferencia de que este último contiene un requisito adicional, a saber: la fecha o plazo futuro en que el cheque puede ser presentado para su cobro. El requisito de ser "pagadero a la vista" no sería de la esencia formal del cheque. Un cheque deja de tal si le falta uno o más de los requisitos de forma para su plena validez. Pero en ninguna legislación se sostiene lo contrario, esto es, que si se le aumenta algún requisito adicional, pierda su validez como cheque. Por tanto, el cheque dejaría de ser tal si le falta algún requisito para su validez, mas no si le sobra. A diferencia de la letra de cambio y el pagaré, el cheque es el único título de valor cuyo girado debe ser exclusivamente una institución bancaria, en donde el girador tuviere depositado fondos en una cuenta corriente y tal requisito lo contempla el cheque de pago diferido. 
Por último, hay juristas, como Oswaldo Gómez Leo, que consideran que el cheque de pago diferido no es cheque, sino una institución jurídica nueva y totalmente independiente del cheque común. Para ser cheque, al cheque de pago diferido le faltaría un recaudo de la esencia del cheque, el de ser pagadero a la vista.